# Neoporteria (animal)
Neoporteria es un género de arañas araneomorfas de la familia Amaurobiidae. Se encuentra en Chile.

## Especies
Según The World Spider Catalog 12.0:
- Neoporteria annulata Roth, 1967
- Neoporteria pracellans Mello-Leitão, 1943